# Natalja Lasjtsjenova
Natalja Vasilijevna Lasjtsjenova (Russisch: Наталья Васильевна Лащенова) (Jelgava, 12 september 1973) is een voormalig turnster uit de Sovjet-Unie.
Lasjtsjenova won tijdens de Olympische Zomerspelen 1988 in het de gouden medaille in de landenwedstrijd.

## Resultaten

### Olympische Zomerspelen
| Jaar | Plaats | Resultaten                  |
| ---- | ------ | --------------------------- |
| 1988 | Seoel  | landenwedstrijd 5e meerkamp |

### Wereldkampioenschappen
| Jaar | Plaats    | Resultaten                 |
| ---- | --------- | -------------------------- |
| 1989 | Stuttgart | landenwedstrijd · meerkamp |